# Wasserturm Breslau

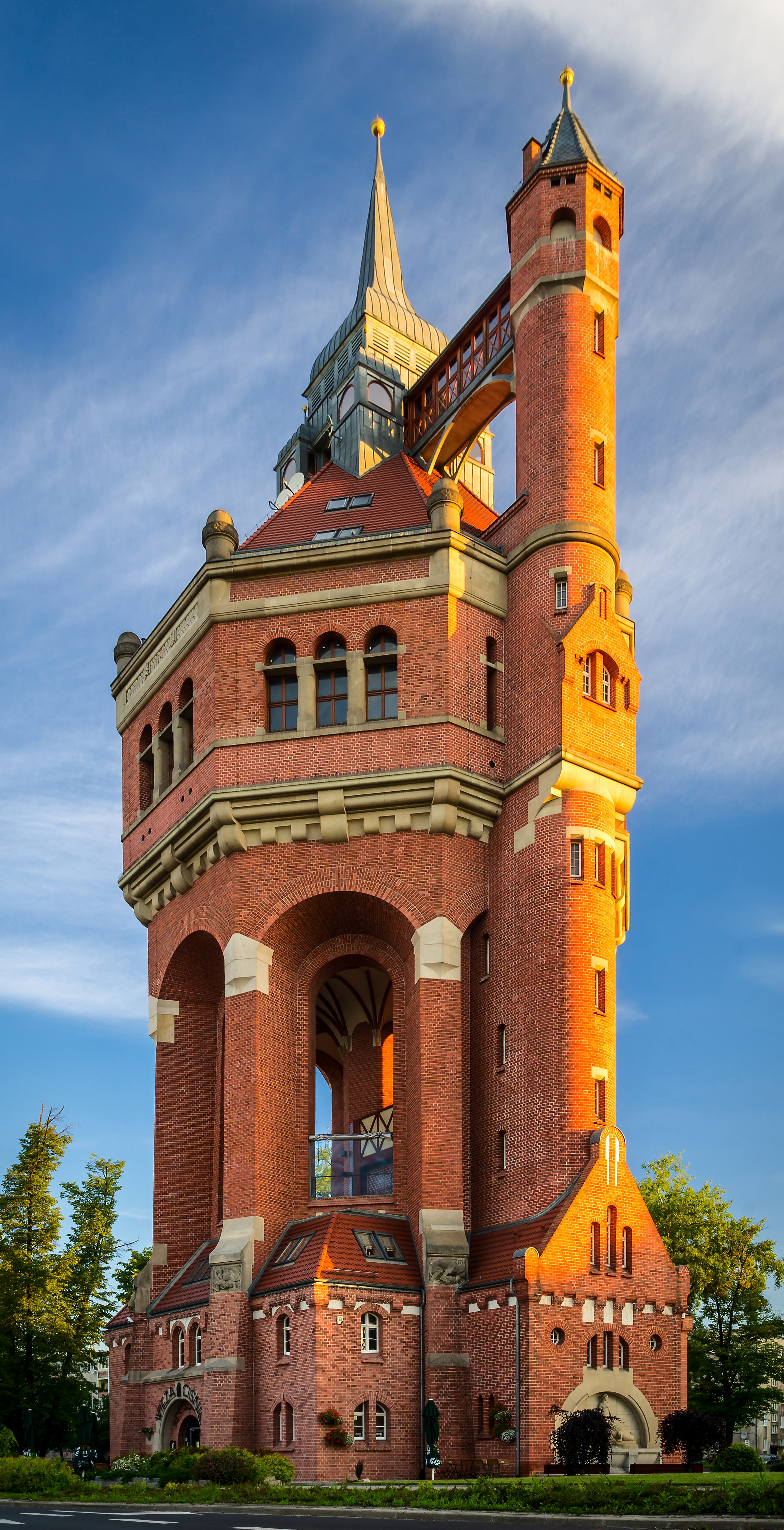
Wasserturm, 2013

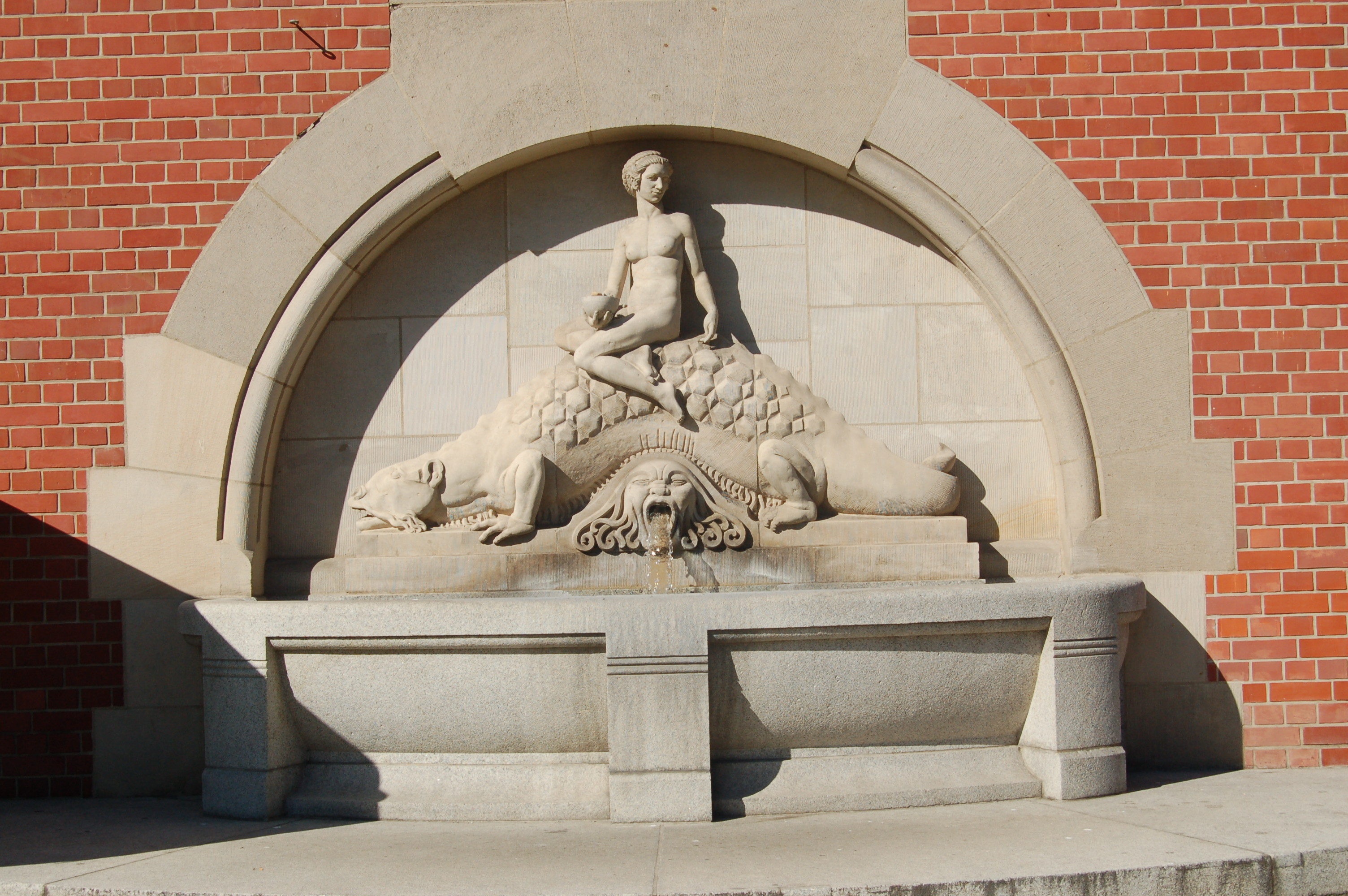
Brunnen am Wasserturm, 2012

Der Wasserturm Breslau (Wieża Ciśnień) ist ein ehemaliger Wasser- und Aussichtsturm im Stadtteil Borek des Bezirks Krzyki in Breslau; der Turm steht auf einem Grünstreifen der Wiśniowa-Allee, hat jedoch die offizielle Adresse ul. Sudecka 125a. Als Wasserturm wird er seit den 1980er Jahren nicht mehr genutzt.
Er hat eine Höhe von 63 Metern, auf 42 Metern Höhe befindet sich eine Aussichtsplattform, von der man die Stadt und ihre Umgebung überblicken kann. Bei klarer Sicht sieht man den Zobten, polnisch Ślęża, zirka 30 km südwestlich der Stadt, und bei besten Sichtbedingungen in der gleichen Richtung auch das Riesengebirge, Karkonosze, mit der Schneekoppe, Śnieżka, in fast 100 km Entfernung. Aktuell ist der Turm für die Öffentlichkeit nicht begehbar.

## Geschichte
Der Wasserturm wurde 1904–1905 nach einem Entwurf des Architekten Karl Klimm erbaut, der als Baubeamter der Stadt Breslau (im Rang eines Magistratsbaurats) Urheber etlicher kommunaler Bauten war, so u. a. der Baugewerk- und Höheren Maschinenbauschule – der heutigen Fakultät für Architektur der Technischen Hochschule Breslau – und der Passbrücke (Zwierzyniecki-Brücke). An der Kreuzung der Kirschenallee und der Hohenzollernstraße (ul. Sudecka) gelegen, diente der Turm der Wasserversorgung der südlichen Stadtteile Breslaus.
Der aus Ziegelmauerwerk errichtete Massivbau wurde in der Art mittelalterlicher Burgen gestaltet. Im zweigeschossigen Sockel des Bauwerks befanden sich Dienstwohnungen. Die aus dem Sockel aufsteigenden Pfeiler sind knapp oberhalb der Dachtraufe mit Flachreliefs aus Sandstein von den Bildhauern Ignatius Taschner und Robert Bednorz verziert, die Fabelwesen zeigen. Der in die Außenmauer des Sockels eingefügte Wandbrunnen, dessen Brunnenskulptur eine den Wassermolch besteigende Nymphe darstellt, spie das Wasser einer Quelle, die sich im Untergrund befand. Der Brunnen trug die Inschrift: „Such nicht zum Freund dir Bier und Wein, sie schaffen kurze Lust; willst du als Greis noch fröhlich sein, nimm mich an deine Brust.“
Die Architektur des Turms weist eine eklektische Stilmischung aus Neuromanik und Neugotik auf, während der bildhauerische Schmuck des Bauwerks Einflüsse des Jugendstils erkennen lässt.
Das Bauwerk war von Anfang an mit einem elektrischen Aufzug ausgestattet, mit dem man ab Juni 1906 für einen Preis von 10 Pfennig zu der Aussichtsplattform fahren konnte, von der aus sich die Aussicht über die Stadt und die Gegend bot. Zwei Jahre später begann man damit, die Einwohner mit einer auf der Spitze wehenden roten Flagge zu informieren, wenn wegen der Wetterlage am nächsten Tag eine besonders gute Aussicht über die Sudeten zu erwarten war.
Trotz der schweren Kämpfe, die in der Nähe des Wasserturms während des Zweiten Weltkriegs stattfanden, blieb die Turmkonstruktion unbeschädigt. Im Jahr 1945 zur Zeit der Belagerung der Festung Breslau diente der Turm als Feuerleitstelle und zur Gefechtsbeobachtung. Vom Ende des Zweiten Weltkrieges bis in die 1990er Jahre war die Aussichtsplattform nicht öffentlich zugänglich, während der Wasserbehälter noch bis in die Mitte der 1980er Jahre für die Wasserversorgung genutzt wurde.
Schließlich kaufte im Jahr 1995 der Unternehmer Helmut Stephan den Turm und ließ ihn restaurieren. Er beherbergte das jetzt geschlossene Restaurant „Wieża Ciśnień“, ein Konferenzzentrum sowie die wieder zugänglich gemachte Aussichtsplattform. Bei der Restaurierung wurde der Wandbrunnen an die Wand unterhalb des Aufzugturms versetzt. Im Jahr 2017 wurde der Turm an das polnische Bauunternehmen Adamietz verkauft. Seither ist der Turm für die Öffentlichkeit nicht zugänglich.